# Керъл Чанинг
Керъл Чанинг (на английски: Carol Channing) е американска актриса, певица и танцьорка. 

## Биография
Керъл Чанинг е родена на 31 януари 1921 година в Сиатъл, Вашингтон.  Тя е единственото дете на Аделаида (по баща Глейзър; 1886–1984) и Джордж Чанинг (1888–1957). Баща й, който е роден като Джордж Кристиан Стъкър, е бил от различни раси (афро-американец и евро-американец) и е променил фамилното си име поради религиозни причини преди раждането на Керъл. Той става практикуващ християнската наука, редактор и учител.  Майката на Джордж Чанинг, Клара, е афро-американка, а баща му Джордж Щукър е син на немски имигранти. Бабата и дядото на Керъл по майчина линия, Ото Глейзер и Паулина Отман, са от немско-еврейски произход.  Джордж Чанинг е редактор в „Сиателските звезди“, той започва работа в Сан Франциско и семейството се премества в Калифорния, когато Чанинг е на две години. 
Керъл Чанинг посещава „Aptos Junior High School“ и „Lowell High School“ в Сан Франциско, завършва през 1938 г. Тя печели ораторския конкурс на „Crusaders“ и безплатно пътуване до Хаваите с майка си през юни 1937 г. 
Когато е на 17, тя напуска дома си, за да посещава колежа Бенингтън във Върмонт, тогава майка й за първи път й казва, че майката на баща й е афроамериканка, а баща му е немски американец.  Майка й смята, че моментът е подходящ да й каже, тъй като тя отива в колеж и ще бъде сама, тя не иска Керъл да бъде изненадана, ако някога роди чернокожо бебе. 
Керъл Чанинг публично разкрива своя афро-американски произход през 2002 г. 

### Кариера
Керъл Чанинг създава главните роли в „Джентълмените предпочитат блондинки“ през 1949 г. и „Здравей, Доли!“ през 1964 г., спечелвайки наградата „Тони“ за най-добра актриса в мюзикъл за последната. Тя съживява и двете роли няколко пъти през цялата си кариера, като играе Доли на Бродуей за последен път през 1995 г. Тя е номинирана за първата си награда „Тони“ през 1956 г. за „Вампът“, последвана от номинация през 1961 г. за „Шоу гърл“. Тя получава четвъртата си номинация за награда Тони за мюзикъла „Лорелай“ през 1974 г.
Като филмова актриса тя печели наградата „Златен глобус за най-добра актриса в поддържаща роля“ и е номинирана за наградата „Оскар за най-добра поддържаща женска роля“ за изпълнението си на Мъзи в „Старателно модерна Мили“ (1967). Други нейни филмови изяви включват „Първата пътуваща продавачка“ (1956) и „Skidoo“ (1968). По телевизията тя се появява като артистка във вариететни предавания,  изпълнява Бялата кралица в телевизионната продукция на „Алиса в страната на чудесата“ (1985) и има първата от многото телевизионни промоции през 1966 г., озаглавен „Вечер с Карол Чанинг“. 
Керъл Чанинг е въведена в Залата на славата на американския театър през 1981 г. и получава наградата „Тони“ за цялостно творчество през 1995 г.  Тя продължава да свири и да се появява дори до 90-те си години, пеейки песни от своя репертоар и споделяйки истории с фенове, в стил кабаре. Тя е една от „легендите“, интервюирани в наградения документален филм „Бродуей: Златният век“.  Издава автобиографията си „Просто късмет, предполагам“ през 2002 г., а през 2012 г. излиза „По-голям от живота“, документален филм за нейната кариера. 

### Персонален живот
Керъл Чанинг се с омъжвала четири пъти. Първият й съпруг е писателя Теодор Найдиш, за когото се омъжва, когато е на 20 през 1941 г. 
Вторият й съпруг е Александър Ф. Карсън, известен като „Брадвата“  или „Убийствената брадва“, играе център за канадския футболен отбор Отава Роу Ридърс и също така е частен детектив.  Те се женят през 1950 г. и се развеждат през септември 1956 г.  Те имат един син на име Чанинг Карсън. 
През септември 1956 г. веднага след, като взима решението за развода с Карсън,  Чанинг се омъжва за своя мениджър и публицист Чарлз Лоу. Чанинг подава молба за развод от Лоу през 1998 г., но отчужденият й съпруг умира преди разводът да бъде финализиран.  След смъртта на Лоу и малко преди четвъртия й брак, спътник на актрисата е Роджър Дени, интериорен декоратор. 
През 2003 г. докато записва аудиокнигата на нейната автобиография във „VideoActive Productions“, продуцирана и режисирана от Стив Гарин, тя възобновява романса си с любовта от гимназията Хари Кулиджиан, и те се женят на 10 май, 2003.  По-късно те се представят в старата си прогимназия в полза на училището. Също така насърчават образованието по изкуства в училищата в Калифорния чрез тяхната фондация „д-р Карол Чанинг и Хари Кулиджиан“. Двойката живее както в Модесто, Калифорния, така и в Ранчо Мираж, Калифорния. Хари Кулиджан почива на 26 декември 2011 г., в навечерието на 92-ия си рожден ден. 
Керъл Чанинг има уникални хранителни навици. През 1978 г. тя казва, че не е яла ресторантска храна от 15 години и предпочита само органична храна. Когато била канена в ресторанти, тя носела няколко запечатани контейнера със собствената си храна, като тиквички или нарязана целина, и просто искала празна чиния и чаша. За десерт яла семена. От 1995 г. Чанинг е възобновил да яде храна, сервирана от ресторанти.  Въпреки това, тя не би пила алкохолни напитки от какъвто и да е вид.  Чанинг е оцеляла от рак на яйчниците. 

### Смърт
Керъл Чанинг почива от естествена смърт на 15 януари 2019 г. в дома си в Ранчо Мираж, Калифорния на 97 години, 16 дни преди 98-ия си рожден ден.  На 16 януари светлините на Бродуей бяха приглушени в чест на Чанинг. Тълпа се събра пред театър „Сейнт Джеймс“, тъй като беше и годишнината от откриването на оригиналната постановка на Бродуей „Здравей, Доли!“. Нейната пепел е поръсена между театъра „Кърън“ и театъра „Геъри“ в Сан Франциско. 

## Избрана филмография
| година | филм                    | оригинално заглавие      | роля            | режисьор       |
| ------ | ----------------------- | ------------------------ | --------------- | -------------- |
| 1967   | Старателно модерна Мили | Thoroughly Modern Millie | Мъзи Ван Хосмър | Джордж Рой Хил |
| 1994   | Палечка                 | Thumbelina               | глас            | Дон Блът       |